# Ctenoplusia polycampta
Ctenoplusia polycampta là một loài bướm đêm trong họ Noctuidae.